# Splietsdorf
Splietsdorf – gmina w Niemczech, wchodząca w skład urzędu Franzburg-Richtenberg w powiecie Vorpommern-Rügen, w kraju związkowym Meklemburgia-Pomorze Przednie.